# Cangoderces cameroonensis
Cangoderces cameroonensis is een spinnensoort uit de familie van de Telemidae.. De wetenschappelijke naam van de soort werd voor het eerst geldig gepubliceerd in 1985 door Baert.